# Jean de Vintimille du Luc
Jean de Vintimille du Luc, mort le 15 novembre 1682 à Toulon, est un prélat français du XVIIe siècle qui fut successivement évêque de Digne puis évêque de Toulon.  

## Biographie
Jean de Vintimille né au Luc est le troisième fils de Magdelon de Vintimille, des comtes de Marseille, seigneur du Luc et autres lieux, et de Marguerite de Vins. Il est l'oncle de Charles-Guillaume de Vintimille,  archevêque de Paris et du diplomate  Charles-François de Vintimille du Luc.
Il devient prévôt de l'Église de Riez et doyen de Tarascon, lorsqu'il est appelé à l'évêché de Digne le 13 septembre 1669 et confirmé le 2 juin 1670. Il est consacré le 21 septembre 1670 par Nicolas de Valavoire évêque de Riez. Désigné pour l'évêché de Toulon le 17 septembre 1675 il reçoit ses bulles pontificale de confirmation le 27 avril 1676. Il meurt le 15 novembre 1682.

## Source
- Honoré Fisquet La France pontificale (Gallia Christiana), Paris, s.d.
- (en) Catholic-hierarchy.org :Bishop Jean de Vintimille du Luc.